# Jason Bourne
Jason Bourne en fiktiv person, titelkarakter og protagonisten i en roman- og filmserie. Karakteren blev skabt af romanforfatteren Robert Ludlum. Han optrådte første gang i romanen The Bourne Identity (1980), der blev filmatiseret i 1988. Romanen blev filmatiseret endnu en gang til filmen af samme navn fra 2002 med Matt Damon i hovedrollen.
Karakteren optrådte oprindeligt i tre romaner af Ludlum, der blev udgivet mellem 1980 o 1990, og herefter i 11 romaner af Eric Van Lustbader siden 2004. Udover den første film, så optræder Jason Bourne i yderligere tre efterfølgende film; The Bourne Supremacy (2004), The Bourne Ultimatum (2007) og Jason Bourne (2016), alle med Damon i hovedrollen. Jeremy Renner spiller med i den fjerde film i serien, The Bourne Legacy, der udkom i august 2012. Damon har udtalt i interviews, at han ikke ville medvirke i endnu en Bourne-film uden Paul Greengrass, der har instrueret den anden og tredje film i serien. Greengrass indvilligede i at instruere Damon i den femte film i serien. Greengrass skrev manuskriptet sammen med Christopher Rouse.